# Charleston International Tennis Championships
Il Charleston International Tennis Championships è stato un torneo di tennis. Ha fatto parte dello USTLA Indoor Circuit nel 1973. Era giocato a Charleston negli Stati Uniti su campi in sintetico indoor.

## Albo d'oro

### Singolare
| Anno | Vincitore         | Finalista      | Punteggio   |
| ---- | ----------------- | -------------- | ----------- |
| 1973 | Jürgen Fassbender | Clark Graebner | 4-6 6-1 6-4 |